# Instant (album)
Instant je prvi i jedini album prvog hrvatskog boy banda Saša, Tin i Kedžo. Album je objavljen je 2004. godine, a objavila ga je diskografska kuća Croatia Records. Ubrzo nakon objave albuma boy band je krenuo na ljetnu turneju, nakon čega mu je popularnost naglo pala te su se raspali odmah nakon kraja turneje.

## Popis pjesama
Album se sastoji od 13 pjesama i spota hit pjesme "365".
| 1.    | »Instant intro«      | 0:25 |
| 2.    | »Ništa ili sve«      | 3:00 |
| 3.    | »Neodoljivo«         | 3:43 |
| 4.    | »Sorry«              | 3:18 |
| 5.    | »Drugo lice ljubavi« | 4:18 |
| 6.    | »Ne pitaj«           | 3:29 |
| 7.    | »U tvojim očima«     | 3:46 |
| 8.    | »365«                | 3:47 |
| 9.    | »V-olim te«          | 3:12 |
| 10.   | »Sve što želiš«      | 3:37 |
| 11.   | »Tu nema pravila«    | 4:00 |
| 12.   | »Kao da si tu«       | 4:12 |
| 13.   | »Black is black«     | 4:21 |
| 45:09 |                      |      |